# Верхние Ирх-Сирмы
Ве́рхние Ирх-Сирмы́ (чув. Тури Упакасси) — деревня в Мариинско-Посадском муниципальном округе Чувашской Республики. С 2004 до 2023 год входила в состав Первочурашевского сельского поселения.

## География
Находится в северо-восточной части Чувашии, на расстоянии приблизительно 15 км на юг-юго-запад по прямой от районного центра города Мариинский Посад вблизи республиканской автодороги.

## История
Известна с 1897 года как околоток деревни Ирх-Сирма (ныне не существует) с 116 жителями. В 1926 году было учтено 29 дворов и 134 жителя, в 1939—107 жителей, в 1979 — 82. В 2002 году было 23 двора, в 2010 — 17 домохозяйств. В 1930 году образован колхоз «Малалла», в 2010 году действовал СХПК «Звезда».

## Население
Постоянное население составляло 55 человек (чуваши 100 %) в 2002 году, 41 в 2010.

## Инфраструктура
Личное подсобное хозяйство.

## Транспорт
Деревня доступна автотранспортом. 